# Lisa Simpson
Vous lisez un « bon article » labellisé en 2009.  Il fait partie d'un « bon thème ».
Lisa Marie Simpson dite « Lisa » est un personnage fictif de la série télévisée d'animation Les Simpson, enfant de la famille Simpson. Elle est doublée par Yeardley Smith dans la version originale, Aurélia Bruno dans la version française et Lisette Dufour dans la version québécoise. Lisa est apparue pour la première fois à la télévision ainsi que les autres membres de la famille dans le court métrage Good Night, le 19 avril 1987. Elle a été créée par le dessinateur Matt Groening, à qui il avait été fait appel pour lancer une série de courts métrages basée sur Life in Hell, mais celui-ci a décidé de créer un nouvel ensemble de personnages. Il a nommé Lisa Simpson d'après sa petite sœur, Lisa Groening. Après avoir fait l'objet de courts métrages durant trois ans, la famille Simpson a eu droit à sa propre série sur le réseau Fox dès le 17 décembre 1989.
Âgée de huit ans, Lisa est l'enfant cadet de la famille Simpson, fille aînée de Marge et Homer, petite sœur de Bart et grande sœur de Maggie. Elle est extrêmement intelligente, joue du saxophone baryton, est végétarienne depuis la saison sept, bouddhiste depuis la saison treize et soutient de nombreuses causes.
En raison de sa coupe de cheveux pointue inhabituelle, plusieurs animateurs considèrent Lisa comme le personnage le plus difficile à dessiner. Dans les courts métrages du Tracey Ullman Show, Lisa était plus une version « fille » de Bart et était tout aussi espiègle, mais elle est finalement devenue plus émotive et raisonneuse.
Le personnage de Lisa a reçu de nombreuses récompenses. Le TV Guide a classé Lisa et Bart onzièmes dans leur classement des 50 plus grands personnages de dessin animé. Yeardley Smith a remporté un Primetime Emmy Award pour son interprétation de Lisa en 1992. L'environnementalisme de Lisa a été bien accueilli ; plusieurs épisodes la mettant en avant ont décroché des récompenses. En 2000, Lisa et le reste de la famille Simpson ont reçu une étoile sur le Hollywood Walk of Fame.

## Rôle dansLes Simpson

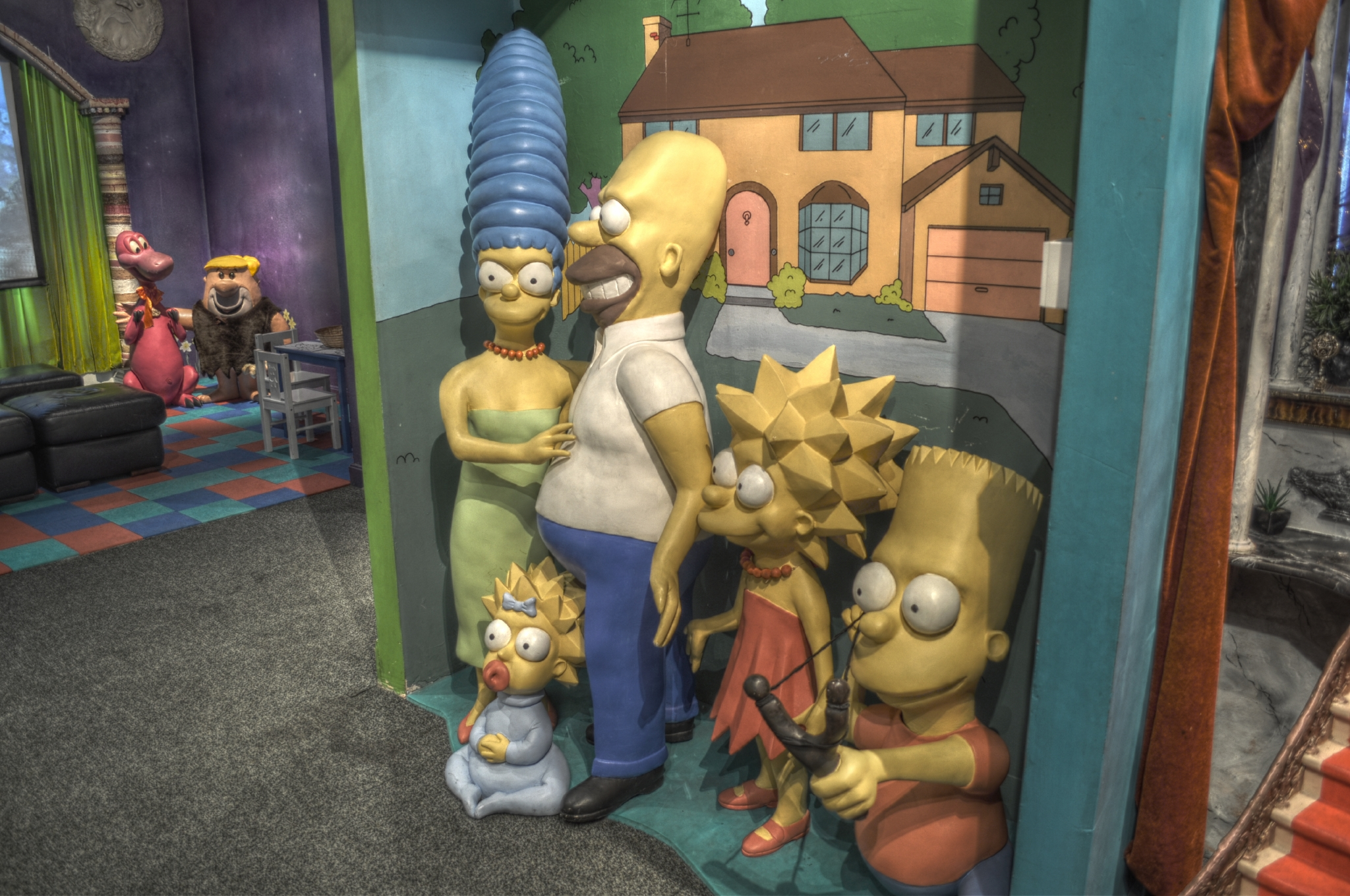
La famille Simpson au National Wax Museum, Irlande.

La série d'animation Les Simpson se place dans une chronologie dont on admet qu'elle se déroule durant l'année actuelle mais où les personnages ne vieillissent pas physiquement. Dans plusieurs épisodes, les événements sont liés à des périodes spécifiques mais la chronologie s'est ensuite parfois contredite. L'année de naissance de Lisa est spécifiée dans Le Premier Mot de Lisa (saison 4, 1992) comme étant 1984, durant les Jeux olympiques d'été. L'épisode Les Années 90 (saison 19, 2008) est entré en contradiction avec la plupart de l'histoire déjà établie ; par exemple, il a été révélé qu'Homer et Marge étaient un couple sans enfants dans le début des années 1990. Lisa est âgée de plus ou moins huit ans.
Lisa est passionnée de musique, comme en témoigne sa maîtrise du saxophone et sa relation avec le musicien fictif Gencives Sanglantes, qu'elle voit à la fois comme un ami et une idole. Il a été le seul capable de tirer Lisa de la dépression dans Ste Lisa Blues (saison 1, 1990) et Lisa fut profondément attristée par sa mort dans Salut l'artiste (saison 6, 1995). Lisa a eu des relations avec plusieurs garçons, dont Nelson Muntz dans Le Gros Petit Ami de Lisa (saison 8, 1996) et Colin dans Les Simpson, le film (2007). Milhouse Van Houten est aussi amoureux d'elle et s'est déclaré à plusieurs reprises, mais il n'a pas réussi à développer de relation avec elle, comme Ralph Wiggum durant un temps, dans J'aime Lisa (saison 4, 1993).Dans quelques épisodes on peut voir que Lisa et Nelson ont encore des sentiments l'un pour l'autre.
Lisa est une passionnée de mathématiques ; dans Un jouet qui tue, elle est même forcée à écrire au tableau : « Je ne ferai pas de maths en classe ». Dans Échec et math pour les filles, elle abandonne l'univers feutré de l'école de filles nouvellement créée et se déguise en garçon pour pouvoir continuer à faire des mathématiques à la rude école des garçons.
Lisa est la plus intellectuelle des membres de la famille Simpson, et de nombreux épisodes de la série portent sur son combat pour des causes diverses. D'après l'ancien scénariste David S. Cohen, Lisa est généralement le personnage principal des épisodes qui ont « un réel but moral ou philosophique ».

## Personnage

### Création

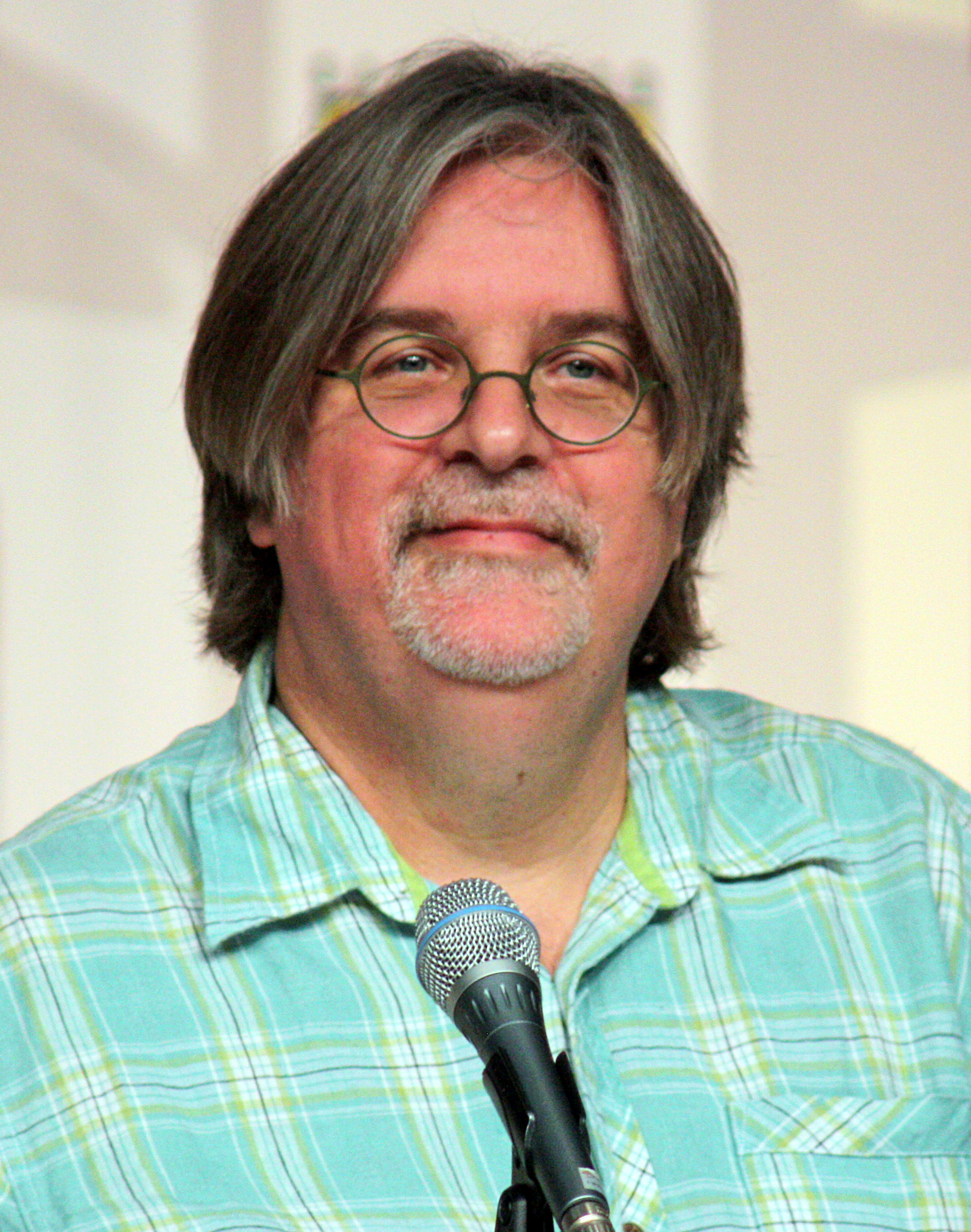
Matt Groening en 2009.

Matt Groening a conçu Lisa et le reste de la famille Simpson en 1986 dans l'entrée du bureau du producteur James L. Brooks. On avait fait appel à Groening pour lancer une série de courts métrages d'animation pour The Tracey Ullman Show, qui serait adaptée de son comic strip Life in Hell. Lorsqu'il a réalisé que l'animation de Life in Hell demanderait qu'il renonce à ses droits de publication, Groening a décidé d'aller dans une direction différente et a rapidement esquissé une famille dysfonctionnelle, nommant les personnages d'après les membres de sa famille. Lisa a ainsi été nommée d'après la petite sœur de Matt Groening, Lisa Groening.
Lisa a fait ses débuts avec le reste de la famille Simpson le 19 avril 1987 dans Good Night, un court métrage du Tracey Ullman Show. En 1989, les courts métrages ont été adaptés pour devenir Les Simpson, dont les épisodes, durant un peu moins d'une demi-heure, sont diffusés sur le réseau Fox Broadcasting Company. Lisa et les autres membres de la famille Simpson sont restés les personnages principaux de cette nouvelle série.

### Apparence
Lisa, comme de nombreux personnages des Simpson, est jaune de peau. L'ensemble de la famille Simpson a été conçu de façon que chacun des personnages soit reconnaissable uniquement grâce à sa silhouette. La famille a d'abord été dessinée grossièrement, car Groening avait envoyé des croquis basiques aux animateurs, supposant qu'ils les affineraient ; mais ils ont simplement retracé les croquis. Les traits physiques de Lisa ne se retrouvent généralement pas chez les autres personnages ; par exemple, aucun autre personnage des épisodes récents n'a une chevelure semblable à celle de Lisa, à part Maggie. Tandis qu'il créait Lisa, Groening « n'envisagea même pas de se prendre la tête à penser aux coupes de cheveux des filles ». À l'époque, Groening dessinait en noir et blanc et quand il conçut Lisa et Maggie, il « leur donna simplement ce type de coiffure en étoile de mer, sans penser que les personnages pourraient finalement être en couleur ». Pour dessiner la tête de Lisa et ses cheveux, la plupart des animateurs utilisent ce qu'ils appellent l'arrangement « trois - trois - deux » (three-three-two arrangement). Ils tracent une sphère avec des courbes dessus, une horizontale et une verticale, qui se coupent au milieu, à l'emplacement des yeux. Ils continuent la ligne verticale au-dessus de la tête pour dessiner une pointe de cheveux, puis deux autres pointes de manière qu'elles arrivent au niveau de la courbe horizontale. Ensuite, ils ajoutent trois pointes à l'avant de la tête (dans la direction où Lisa est tournée), puis deux à l'arrière. Plusieurs animateurs qui ont travaillé sur la série, dont Pete Michels et David Silverman, considèrent Lisa comme le personnage le plus difficile à dessiner. Silverman explique que c'est parce que « sa tête est très abstraite » en raison de sa coupe de cheveux.

### Voix

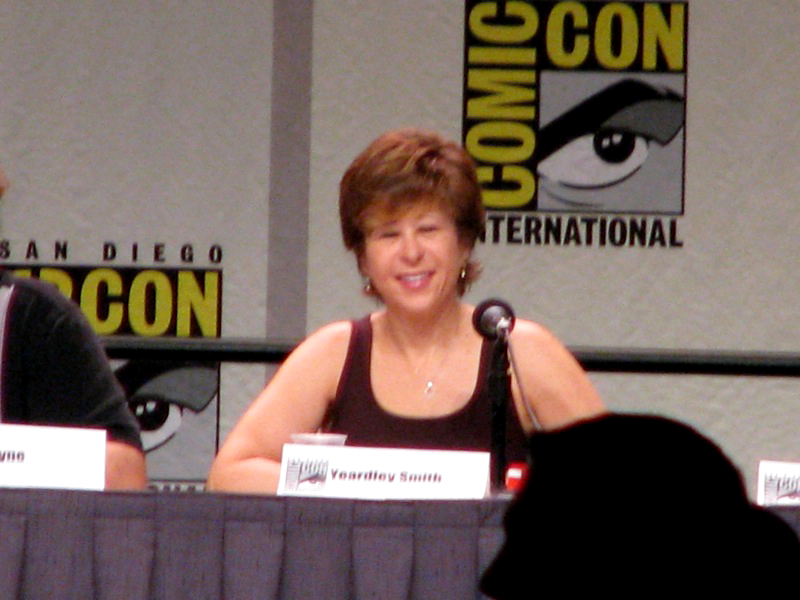
Yeardley Smith.

La voix originale de Lisa est enregistrée par Yeardley Smith. Alors que les acteurs de Homer et Marge ont été retenus car ils faisaient déjà partie du Tracey Ullman Show, les producteurs ont décidé de tenir un casting pour les rôles de Bart et Lisa. Nancy Cartwright avait initialement auditionné pour le rôle de Lisa. Mais après être arrivée à l'audition, elle a trouvé que Lisa était trop décrite comme la « cadette » et qu'elle n'avait, à l'époque, que peu de personnalité. Cartwright a donc préféré auditionner pour le personnage de Bart, dont elle pensait qu'il lui était plus adapté. Elle a évoqué l'audition en disant « Lisa Simpson est le genre d'enfant que nous ne voulons pas seulement que nos enfants soient, mais aussi le genre d'enfant que nous voulons que tous les enfants soient. Mais, à l'époque du Tracey Ullman Show, elle était juste un personnage d'animation de huit ans qui n'avait pas de personnalité. »
Yeardley Smith avait initialement demandé le rôle de Bart, mais la directrice de casting Bonita Pietila trouvait sa voix trop aiguë. Smith a dit plus tard : « J'ai toujours énormément parlé comme une fille. J'ai lu deux lignes du rôle de Bart et ils ont dit « Merci d'être venue ! » » (I always sounded too much like a girl. I read two lines as Bart and they said, 'Thanks for coming!'),. Smith a finalement reçu le rôle de Lisa, bien qu'elle ait failli le refuser. Afin de pouvoir interpréter Lisa, Smith a rendu sa voix un peu plus aiguë. Lisa est le seul personnage récurrent interprété par Smith, bien que dans certains des premiers épisodes, elle ait enregistré quelques bruits de Maggie et des voix occasionnelles. Smith a interprété des personnages autres que Lisa à de très rares occasions, ces personnages étant souvent dérivés de Lisa, comme Lisa Bella dans Tais-toi et danse ! (saison 11, 2000) et Lisa Jr dans Missionnaire impossible (saison 11, 2000).
Malgré la célébrité de Lisa, Smith est rarement reconnue en public. Smith a reçu un Primetime Emmy Award en 1992 mais a déclaré avoir l'impression de ne pas le mériter et a dit « c'est une partie de moi qui sent que ce n'est pas un vrai Emmy », car cet Emmy pour sa performance en voix-off était en fait un Creative Arts Emmy Award ; il n'a pas été décerné durant la retransmission télévisuelle et n'a pas été attribué par les votants réguliers des Emmys. Smith a cependant dit : « Si j'ai à être associée avec un personnage de fiction, je serais très heureuse que ce soit Lisa Simpson. »
Jusqu'en 1998, Smith était payée 30 000 $US par épisode. Durant un conflit de paye en 1998, le réseau Fox a menacé de remplacer les six acteurs principaux par de nouveaux, allant même jusqu'à préparer un casting pour les nouvelles voix. Cependant, le différend a été réglé et Smith a reçu 125 000 $US par épisode jusqu'en 2004 après quoi les acteurs ont demandé à être payés 360 000 $US par épisode. Le problème a été résolu un mois plus tard et Smith gagnait 250 000 $US par épisode. Depuis les nouvelles négociations de salaires en 2008, les acteurs des voix originales reçoivent approximativement 400 000 $US par épisode.
La voix française de Lisa est celle d'Aurélia Bruno, sœur de Béatrice Bruno, Fabrice Bruno et Christophe Bruno. Toutefois, Chantal Macé a pris le rôle durant quelques épisodes de la saison 7 en remplacement. 
Joëlle Guigui, qui a prêté sa voix à Bart de 1990 à 2011, doublait également Lisa sur quelques scènes de chant, comme dans les épisodes Sois belle et tais-toi ! et Krusty, chasseur de talents. À la suite de son départ définitif à partir de la saison 23, Aurélia Bruno sera amenée à doubler elle-même Lisa lors des chansons, et notamment dans l’épisode Lisa devient Gaga. Le résultat se révélant décevant, Nathalie Bienaimé, qui a succédé à Joëlle Guigui pour la voix de Bart double depuis Lisa pour les chansons.[réf. nécessaire]
L'actrice québécoise qui double Lisa est Lisette Dufour.

### Développement
Dans les courts métrages du Tracey Ullman Show, Lisa était plus une version « féminine » de Bart et était aussi espiègle. Au fur et à mesure de la progression de la série, Lisa a été développée comme un personnage plus intelligent et plus émotionnel. L'épisode Un clown à l'ombre (saison 1, 1990) est un des premiers épisodes à mettre en avant sa véritable intelligence. Plusieurs épisodes où Lisa tient un rôle majeur ont un côté émotionnel, le premier étant Ste Lisa Blues (saison 1, 1990). L'idée de l'épisode avait été lancée par James L. Brooks, qui souhaitait un épisode émotionnel où Lisa était triste car il pensait que la série avait beaucoup d'épisodes qui possédaient un caractère comique très important.
L'épisode Lisa la végétarienne (saison 7, 1995) a vu Lisa devenir une végétarienne permanente, faisant d'elle l'un des premiers personnages de télévision à le devenir. L'épisode a été écrit par David S. Cohen, qui a eu cette idée alors qu'il était en train de déjeuner. Le producteur délégué David Mirkin, qui était récemment devenu végétarien, a rapidement approuvé l'idée. Plusieurs ressentis de Lisa dans l'épisode sont basés sur ce que Mirkin a connu quand il est devenu végétarien. Paul McCartney, végétarien et militant pour les droits des animaux, fait une apparition en tant que guest star dans l'épisode. McCartney avait posé pour condition de son apparition que Lisa reste végétarienne pour le reste de la série et qu'elle ne change pas de point de vue la semaine d'après. Ce trait de caractère est donc resté et est l'un des seuls changements effectués sur un personnage important durant l'histoire de la série.

### Personnalité
Lisa est très intelligente et se voit elle-même comme une marginale au sein de la famille Simpson en raison de son intelligence et de ses convictions libérales. Les connaissances de Lisa couvrent un large éventail de sujets, allant de l'astronomie à la médecine, et Lisa est nettement plus préoccupée par les affaires internationales que par la vie à Springfield. Bien que son opposition aux normes sociales soit habituellement décrite comme constructive et héroïque, Lisa peut aussi être décrite comme excessive. Dans Lisa la végétarienne, son végétarisme l'amène à saboter le barbecue préparé par Homer, un acte qu'elle finit par regretter. Dans Fou de foot, (saison 9, 1997), elle déclare triomphalement qu'elle, une fille, désire se joindre à l'équipe de football. Quand il est révélé qu'il existe déjà des filles dans l'équipe, elle exprime sa répugnance pour un sport qui utilise des balles en peau de porc, mais elle est informée que les ballons de football sont synthétiques et que les recettes sont données à Amnesty International. Ne trouvant plus ses mots, Lisa s'enfuit, en larmes.
Elle est souvent gênée et en opposition avec sa famille ; elle regrette les faibles capacités parentales et la bouffonnerie de son père, l'image stéréotypée et l'incapacité à reconnaître les problèmes sociaux de sa mère et la nature délinquante et peu raisonnée de son frère. Lisa est également préoccupée par le fait que Maggie pourrait grandir en devenant comme le reste de la famille et essaye parfois de lui enseigner des idées complexes. En fin de compte, elle est cependant très fidèle à sa famille, comme le montre clairement le flashforward présent dans l'épisode Le Mariage de Lisa, dans lequel elle renonce à sa relation amoureuse pour ne pas couper les liens avec sa famille. Dans l'épisode La Mère d'Homer (saison 7, 1995), elle rencontre sa grand-mère paternelle Mona Simpson pour la première fois. Mona sait également bien lire et s'exprimer clairement, les scénaristes ayant utilisé le personnage comme un moyen d'expliquer quelques-unes des énigmes de l'émission, comme l'origine de l'intelligence de Lisa.
Dans L'Ennemi d'Homer (saison 8, 1997), il est mentionné que Lisa a un QI de 156 et dans Les Gros Q.I. (saison 10, 1999), elle devient membre de l'association Mensa. Lorsqu'elle est incapable d'aller à l'école en raison d'une grève des enseignants dans Il faut Bart le fer tant qu'il est chaud (saison 6, 1995), elle est terriblement attristée, allant même jusqu'à demander désespérément à Marge de lui donner une note. Lisa s'inquiète parfois que les habitudes ennuyeuses de sa famille déteignent sur elle, et dans La Malédiction des Simpson elle croit que le « gène Simpson » va commencer à la faire devenir moins intelligente. Il est plus tard révélé que le gène est situé sur le chromosome Y et que donc seuls les hommes sont touchés. Lisa a aussi une haute intégrité, comme elle l'a montré quand elle a triché à un contrôle sur le roman Le Vent dans les saules pour atteindre sa plus haute note, A+++, mais en avouant finalement avoir triché au principal Skinner et se mettant elle-même un F. En dépit de sa haute intelligence, Lisa a des problèmes d'enfance typiques, qui nécessitent parfois l'intervention des adultes. Par exemple, dans Le Bus fatal, elle demande à Homer de pouvoir prendre le bus toute seule, mais finit par se perdre.
Les convictions politiques de Lisa tendent généralement vers le social-libéralisme et le progressisme. Elle est végétarienne, féministe, environnementaliste et soutient le mouvement d'indépendance tibétain. Bien qu'elle soit toujours en faveur de l'église chrétienne, dans laquelle elle a été élevée, Lisa est devenue une bouddhiste pratiquante après sa décision de suivre le Noble sentier octuple. Lisa a déjà utilisé des méthodes extrêmes pour exposer son point de vue, comme en jetant de la peinture sur Krusty le clown car il portait un manteau de fourrure. Son film préféré est La Petite Sirène.

## Réception

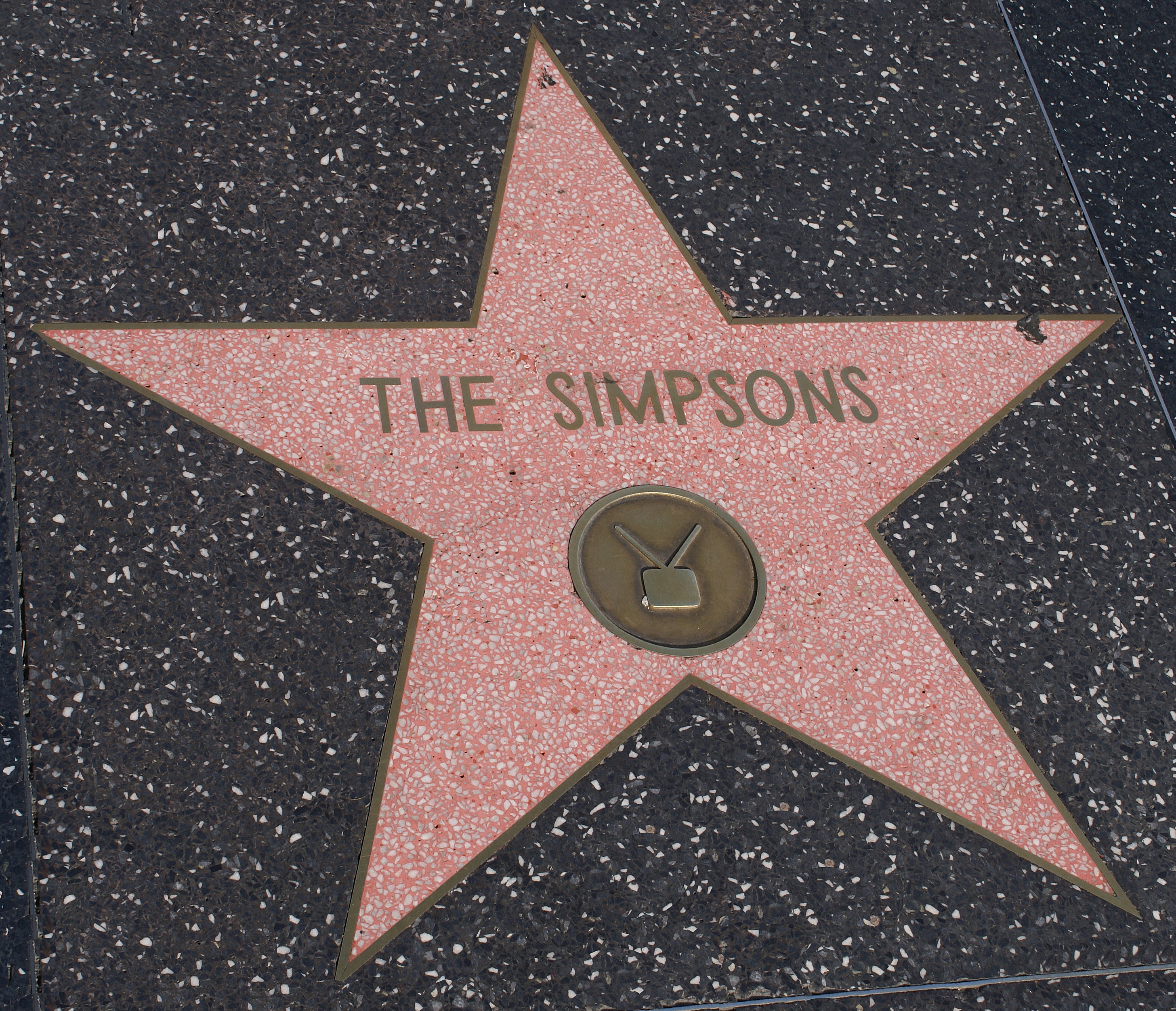
Étoile des Simpson sur le Hollywood Walk of Fame.

L'environnementalisme de Lisa a été bien accueilli. Lisa a reçu une récompense spéciale du conseil d'administration pour son « engagement continu » aux Environmental Media Awards. L'épisode Lisa la végétarienne a remporté un Environmental Media Award pour le « meilleur épisode de comédie à la télévision » et un Genesis Award pour la « meilleure série de comédie à la télévision avec un engagement continu ». Plusieurs autres épisodes où Lisa prend position pour les droits des animaux ont gagné des Genesis Awards, dont Le Jour de la raclée en 1994,, Mon pote l'éléphant en 1995,, et Million Dollar Papy en 2007. En 2004, PETA, une association militant pour les droits des animaux, a inclus Lisa sur sa liste des « personnages de télévision les plus favorables aux animaux de tous les temps ».
Lisa s'est aussi classée onzième, avec Bart, dans le classement du TV Guide des 50 plus grands personnages de dessin animé. Yeardley Smith a remporté plusieurs récompenses pour son doublage de Lisa, dont un Primetime Emmy Award pour son excellente performance de voix-off en 1992 dans l'épisode L'Enfer du jeu. Divers épisodes où Lisa joue un rôle majeur ont décroché des Emmy Awards dans la catégorie « meilleur programme animé », dont Tu ne déroberas point en 1991, Le Mariage de Lisa en 1995 et Le Cerveau en 2001. En 2000, Lisa et le reste de la famille Simpson ont reçu une étoile sur le Hollywood Walk of Fame.
Au Japon, pour pallier l'apparente impopularité de la série, Lisa est devenue un personnage souvent mis en avant dans les publicités pour la série. Les causes que défend Lisa de manière bien intentionnée mais en échouant la plupart du temps ont frappé une corde sensible chez les Japonais.

## Produits dérivés
Lisa est représentée sur de nombreuses publications, jouets et autres produits dérivés des Simpson. The Lisa Book, un livre portant sur la personnalité de Lisa, est sorti en 2006. On peut citer comme autres produits dérivés des poupées, des posters, des figurines, des mugs et des vêtements comme des chaussons, des caleçons, des casquettes de baseball et des tee-shirts. Lisa est également apparue sur des publicités pour des marques telles que Burger King, Butterfinger, Ramada Inn ou C.C. Lemon.
Lisa est apparue sur d'autres médias en relation avec Les Simpson. Elle fait partie de chacun des jeux vidéo des Simpson, dont Les Simpson, le jeu. Parallèlement à la série télévisée, Lisa apparaît régulièrement dans les numéros des Simpsons Comics, qui ont été publiés pour la première fois le 29 novembre 1993 et qui sont encore publiés mensuellement,. Lisa est aussi présente dans The Simpsons Ride, lancé en 2008 à Universal Studios Florida et Universal Studios Hollywood.
Le 9 avril 2009, le United States Postal Service a révélé une série de cinq timbres de 44 cents mettant en vedette Lisa et les quatre autres membres de la famille pour célébrer le vingtième anniversaire de la série. Ils sont les premiers personnages de télévision à recevoir cet honneur alors que la série est encore en production. Les timbres, dessinés par Matt Groening, ont été rendus disponibles à l'achat le 7 mai 2009,.